# Diasia araucana
Diasia araucana is een hooiwagen uit de familie Triaenonychidae.